# Lucas Hernández Perdomo
Lucas Camilo Hernández Perdomo (Montevidéu, 5 de agosto de 1992), é um futebolista uruguaio que atua como lateral-esquerdo. Atualmente, joga pelo Peñarol.
Revelado pelo Montevideo Wanderers em 2012, Hernández teve passagens por Huracán e Cerro antes de chegar ao Peñarol em 2017, onde foi bicampeão uruguaio. Em junho de 2019, se transferiu para o Atlético Mineiro.

## Títulos
Peñarol
- Campeonato Uruguaio: 2017, 2018, 2024
- Supercopa Uruguaya: 2018

Atlético Mineiro
- Campeonato Mineiro: 2020

Cuiabá
- Campeonato Mato-Grossense: 2021